# زيلكا ماركيتش
زيلكا ماركيتش (بالكرواتية: Željka Markić) (من مواليد 11 نوفمبر 1964) هي طبيبة كرواتية وسيدة أعمال وصحافية، ومترجمة، وناشطة محافظة.

## حياتها
وُلدت زيلكا ماركيتش في زغرب في عام 1964 كالكبرى بين ستة أطفال. التحقت ماركيتش بالجامعة الرياضية الكلاسيكية في زغرب وتخرجت من كلية الطب في جامعة زغرب.
عملت زيلكا كمراسلة حرب خلال حرب الاستقلال الكرواتية ثم لاحقاً لبي بي سي وهيئة الإذاعة الوطنية NBC و راي راديو تلفزيون إيطاليا) RAI II. كانت محررة لبرنامج نوفا تي في للأخبار من عام 2004 إلى عام 2007. كما قامت بتحرير برامج تلفزيونية على إذاعة وتلفزيون كرواتيا. عملت زيلكا في هيومن رايتس ووتش من عام 1992 إلى عام 1994.
ألفت زيلكا بعض الأفلام الوثائقية القليلة على بي بي سي وشانال 4، مثل غي سميث، المراسل وغير الشرعي والمدير المشارك للفيلم الوثائقي «أطفال الحرب» مع آلان رينولدز.
ترجمت زيلكا أيضصا أعمال جون غريشام ، وأنطونيو أ. بوريلي وروي غوتمان.
وكانت أول رئيسة لحزب المحافظين الكرواتي للنمو ومؤسسة الشركة الكرواتية التابعة لمنظمة ماري للوجبات.
تُعتبر زيلكا واحدة من المنظمين الرئيسيين للاستفتاء الدستوري الكرواتي عام 2013، الذي قام من أجله المفهوم المدني (باسم العائلة) U ime obitelji بجمع 749,613 توقيعًا.
تزوجت زيلكا من الطبيب تيهومير ماركيتش ولديها أربعة أبناء.
أثار معارضة زيلكا ماركيتش لحقوق المثليين حسب الدولة أو الإقليم انتقادات متكررة في وسائل الإعلام. وقد عارضت تصديق كرواتيا على اتفاقية إسطنبول (لمنع تجريم العنف ضد النساء والعنف المنزلي).